# You Rock My World
You Rock My World è un singolo del cantautore statunitense Michael Jackson, pubblicato il 22 agosto 2001 come primo estratto dal decimo album in studio Invincible.
Arrivò alla posizione numero 10 della Billboard Hot 100 solo grazie agli airplay radiofonici, dato che non venne pubblicato come singolo negli Stati Uniti. Il critico Fred Bronson, esperto di classifiche di Billboard, dichiarò che se il singolo fosse stato pubblicato in USA, sarebbe tranquillamente arrivato alla numero 1 della classifica. Arrivò inoltre alla numero 1 in Francia e in Spagna, alla numero 2 nel Regno Unito, alla numero 3 in Italia ed entrò nella top ten delle classifiche dei principali paesi europei.
Fu inoltre nominata ai Grammy Awards 2002 come Miglior interpretazione vocale maschile mentre il videoclip del brano ricevette il premio come Outstanding Music Video (Video musicale eccezionale) agli NAACP Image Awards nel 2002.

## Il brano

### Composizione
Il testo è incentrato su un uomo che cerca di ottenere l'attenzione di una ragazza della quale si è invaghito. Prodotta da Jackson e Rodney "Darkchild" Jerkins e scritta da Jackson, Jerkins, Fred Jerkins III, LaShawn Daniels e Nora Payne, la canzone è un brano disco pop in stile R&B influenzato dalle sonorità dei brani incisi da Jackson all'epoca della sua collaborazione con il produttore Quincy Jones. La canzone contiene ritmi simili sia a precedenti lavori di Jackson, come Remember the Time (1991), che di Jerkins, come le canzoni The Boy Is Mine di Brandy e Monica (1998) e If I Told You That di Whitney Houston (2000), quest'ultimo inizialmente pensato come duetto tra la cantante e Jackson, che alla fine venne sostituito da George Michael nella versione radio. Jerkins non demorse e rimase dell'idea di realizzare un pezzo in stile R&B classico con Jackson, così, quando iniziò a lavorare all'album Invincible col cantante, You Rock My World fu una delle prime canzoni che vennero registrate nel 1999. Nel 2001, in fase di ultimazione dell'album, venne aggiunto alla canzone un intro parlato tra Jackson e l'attore comico Chris Tucker, che aveva conosciuto il cantante dopo il successo dei film Rush Hour (1998) e Rush Hour 2 (2001) dove, in alcune scene dei film, l'attore imitava Jackson. Riguardo al significato e lo stile di You Rock My World, Jerkins spiegò ai microfoni di MTV:
La canzone fu registrata tra gli studi Sony e The Hit Factory di New York e gli Ocean Way Recording e Record One Studios di Los Angeles e infine mixata nei Criteria Studios di Miami.

## Accoglienza critica
You Rock My World venne accolta da recensioni contrastanti alla sua pubblicazione con alcuni critici volti a criticare la performance di Jackson ritenuta non all'altezza dei suoi standard, mentre altri lodarono la canzone come uno dei migliori brani mai pubblicati dall'artista. Stephen Thomas Erlewine del sito AllMusic indicò You Rock My World come il «pezzo forte» dell'album Invincible. Andrew Hamilton, sempre di AllMusic, scrisse che «se chiunque altro che non si fosse chiamato Michael Jackson avesse pubblicato You Rock My World con le tonnellate di pubblicità e marketing che accompagnarono l'uscita del brano, essa avrebbe sbancato le classifiche di mezzo mondo ricevendo una caterva di premi». In effetti il singolo vendette bene e fu trasmessa in radio ovunque, ma troppi critici tacciarono la canzone e l'album che la conteneva come «non all'altezza di un artista del livello di Jackson». Hamilton comunque terminò la recensione affermando come il pubblico dovesse dare credito a Jackson per essere stato in grado di mantenere un alto profilo come artista solista nel corso di una carriera trentennale.
James Hunter di Rolling Stone lodò il ritmo vocale del brano definendolo «finemente scolpito» e «squisito». Egli fece notare come la canzone mostrasse alcune similitudini con i precedenti lavori di Jackson in collaborazione con Quincy Jones.
Mark Beaumont, del NME, descrisse la traccia come «un classico della musica disco» e lodò la breve introduzione del brano definendola «divertentissima». Catherine Halaby dello Yale Daily News definì il brano in possesso della qualità del materiale «del miglior Michael del periodo classico» e lo descrisse come «funky, orecchiabile, upbeat e non troppo raccapricciante».
Il critico Dean Van Nguyen parlando del pezzo nel 15º anniversario dall'uscita dell'album, lo descrisse così: «Jackson fermenta i capitoli della storia del pop che egli stesso ha scritto. Le corde Disco sembrano recuperate dalle sessioni di Off The Wall. Il morbido sapore contemporaneo pop, invoca Thriller» e aggiunge: «La canzone è elegante e confortevole. Il brano musicale suona ancora fresco oggi (2016). Come i migliori lavori di Jackson, dorme al di sopra delle tendenze».
La canzone venne nominata per un Grammy Award per la Miglior interpretazione vocale maschile ai Grammy Awards 2002, ma perse tuttavia a favore di Don't Let Me Be Lonely Tonight di James Taylor. Fu la prima nomination ai Grammy per Jackson sin dal 1997, quando era stato candidato per il suo singolo Earth Song, e la sua prima nomination in quella categoria sin dal 1995.

## Esibizioni dal vivo
Il brano venne eseguito dal vivo da Jackson soltanto in due occasioni; al Madison Square Garden di New York City nel corso di due concerti-evento svoltisi il 7 e il 10 settembre del 2001, i Michael Jackson: 30th Anniversary Celebration - The Solo Years, in celebrazione della sua trentennale carriera solista. Il 7 settembre 2001 il brano venne eseguito dall'artista da solo sul palco, vestito con la giacca di pelle nera che aveva utilizzato per l'esibizione precedente di Beat It, pantaloni neri e i suoi classici mocassini e calzini bianchi. Il 10 settembre, il brano venne invece eseguito da Jackson, vestito con la stessa giacca nera ma con i pantaloni bianchi che aveva indossato ad inizio concerto, assieme a un gruppo di ballerine in background e, sul finale, con l'arrivo a sorpresa del cantante Usher e dell'attore Chris Tucker che hanno ballato assieme a lui sul finale del brano. Quest'ultima esibizione fu quella scelta per essere mandata in onda nella versione televisiva dei due concerti-evento, nello speciale televisivo Michael Jackson: 30th Anniversary Special trasmesso dalla CBS per la prima volta il 13 novembre dello stesso anno.

## Il video

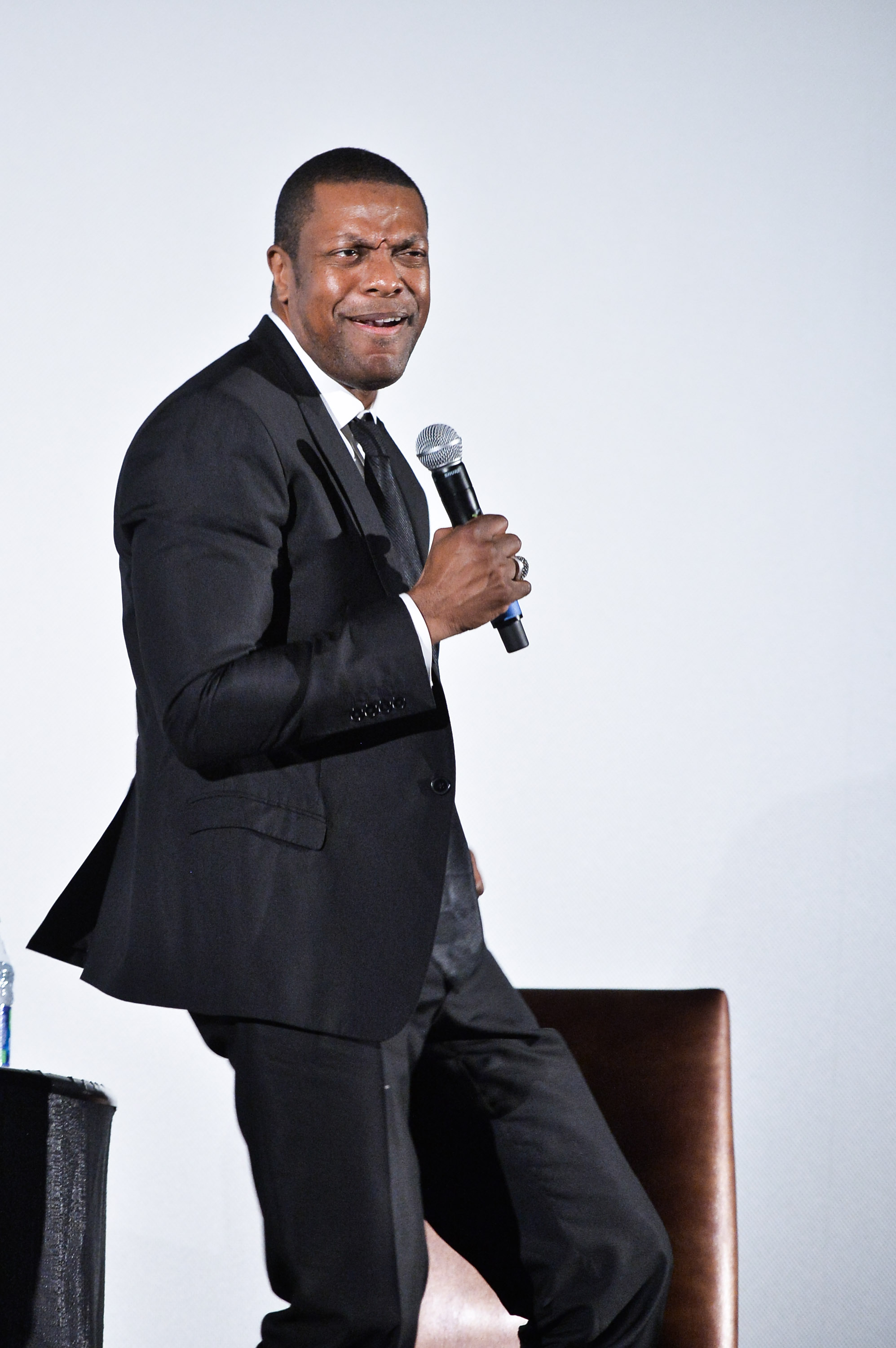
L'attore Chris Tucker (qui mentre imita Jackson) è il co-protagonista del video.

Per il lancio della canzone venne girato un videoclip musicale simile a un vero e proprio cortometraggio, della durata di 14 minuti circa, diretto da Paul Hunter. Nel video, Jackson e Chris Tucker interpretano la parte di due uomini che cercano di attirare l'attenzione di una ragazza che si rivela essere in realtà l'amante di un mafioso. Il video venne paragonato a precedenti videoclip di Jackson, come quelli di Smooth Criminal (soprattutto per quanto concerne l'ambientazione) e The Way You Make Me Feel, ricevendo recensioni contrastanti. Il video di You Rock My World fu trasmesso il 21 settembre 2001 in tutto il mondo, mentre negli Stati Uniti fu posticipato al 26 settembre a causa della vicinanza con gli attentati dell'11 settembre 2001.
Oltre a Tucker, il video vanta la presenza di personalità del cinema hollywoodiano quali Michael Madsen, Billy Drago, Marlon Brando (nella sua ultima apparizione su schermo) e suo figlio Miko Brando. La ragazza che viene conquistata da Jackson nel video è interpretata da Kishaya Dudley, qui al suo debutto sullo schermo.
Il videoclip vinse un NAACP Image Award nella categoria Outstanding Music Video alla cerimonia dei premi del 2002.

### Controversie
Nel video, Jackson appare vestito con un blazer e indossa il suo caratteristico cappello che gli copre metà viso per quasi tutta la durata del video. Questo causò qualche critica da parte dei suoi detrattori che avevano accusato l'artista di coprirsi il viso perché rovinato dalla chirurgia plastica. In realtà, secondo il libro Il mio amico Michael (2011) scritto dal suo amico e collaboratore Frank Cascio, presente nel video in un cameo, questo sarebbe successo perché Jackson avrebbe ricevuto delle pesanti critiche per l'aspetto del suo viso da qualcuno alla Sony Music e per questo motivo accettò di apparire nel video solo così e inoltre, sempre per lo stesso motivo, non si presentò per diversi giorni sul set creando non pochi problemi alla produzione.

### Citazioni
Il video è volutamente citazionista, per esempio l'attore Chris Tucker dice a Michael Jackson: «She's a Pretty Young Thing» («lei è una piccola cosa carina»); «The Girl Is Mine» («la ragazza è mia»); «Beat It» («diamocela a gambe»), che sono tre citazioni di canzoni dello stesso Jackson contenute nell'album Thriller, e inoltre «The girl is Dangerous» («la ragazza è pericolosa»), che è un'altra citazione di un passaggio del brano di Michael Jackson, Dangerous.
Inoltre vengono citati altri video e famose performance di Jackson tra cui: 
- The Way You Make Me Feel (lui che tenta di conquistare la ragazza)
- Smooth Criminal (il locale malfamato, le atmosfere stile gangster e la sagoma con le ombre cinesi come nella versione live del pezzo)
- Jam (la scena nello scantinato con Jackson e la ragazza che ballano illuminati solo da un fascio di luce)
- Black or White (Jackson che spacca una bottiglia calciandola come alla fine del famoso video)
- Billie Jean (l'inquadratura sul piede di uno dei ballerini di Jackson che spegne un mozzicone di sigaretta come faceva il paparazzo nel celebre video)
- Beat It (le due gang che si scontrano alla fine)
- Bad (il personaggio interpretato da Billy Drago che dice a Jackson «you ain't nothing» («tu non sei niente»), stessa frase che Jackson urlava al personaggio interpretato da Wesley Snipes nel videoclip di Bad)
- Dangerous (alcuni passi della coreografia finale sono gli stessi della coreografia live della canzone)
- Thriller (l'automobile con cui Chris Tucker raccatta Michael Jackson e la ragazza alla fine del video è lo stesso identico modello dell'automobile vista all'inizio del famoso video di Thriller del 1983, in cui era Michael Jackson a guidarla con al fianco Ola Ray)[27][28]

Inoltre, data la presenza del famoso attore, il video cita anche alcuni film di Marlon Brando tra cui Fronte del porto (On the Waterfront) del 1954: all'inizio e alla fine del video è infatti possibile vedere il cartellone di un film immaginario intitolato proprio Waterfront Hotel e il personaggio interpretato da Brando potrebbe essere Terry Malloy, l'ex pugile divenuto scaricatore di porto, solo più anziano e divenuto boss di un locale notturno, oppure Sky Masterson il suo personaggio interpretato nel film Bulli e pupe (Guys and Dolls) del 1955: il blazer scuro con il fiore nel taschino, la camicia nera e la cravatta bianca indossati dall'attore sono simili a quelli indossati dal suo personaggio in alcune scene di quel film.

### La scena tagliata
Nel 2003, durante il documentario Michael Jackson's Private Home Movies, presentato dallo stesso Jackson dal suo Neverland Ranch, fu possibile vedere un making of del video in cui si poteva vedere anche la scena dell'esplosione del locale che è stata troncata nella versione definitiva del video. Se si fa attenzione infatti è possibile trovare nel videoclip una scena mancante: quando Jackson scappa dal locale in fiamme viene inquadrato il fuoco che raggiunge degli esplosivi e si sente una musica in crescendo, ma subito dopo troviamo Jackson e la ragazza che si baciano in controluce circondati da macerie infuocate tutt'attorno nonostante non abbiamo visto alcuna esplosione. Tale scena venne tagliata a causa degli attentati dell'11 settembre: molti film in uscita nei mesi successivi agli attacchi terroristici che contenevano scene similari, ovvero palazzi che esplodevano o le cui trame trattavano il tema degli attentati, vennero censurati, rimandati o in alcuni casi vennero rigirate intere scene per cambiarne l'ambientazione, come successe anche al film Danni collaterali (2002).

## Tracce
Singolo 7" Regno Unito
1. Intro/You Rock My World – 5:39
2. You Rock My World (Radio Edit) – 4:25
3. You Rock My World (Instrumental) – 5:06
4. You Rock My World (A Cappella) – 4:47

Singolo 7" Europa e Australia
1. Intro – 0:32
2. You Rock My World (Album Version) – 5:07
3. You Rock My World (Radio Edit) – 4:25
4. You Rock My World (Instrumental) – 5:07
5. You Rock My World (A Cappella) – 5:01

## Formazione

### Musicisti
- Michael Jackson – voce, strumenti, intro, voci di sottofondo
- Chris Tucker – intro
- Rodney Jerkins – strumenti

### Produzione
- Michael Jackson – produzione
- Rodney Jerkins – produzione
- Brad Gilderman – registrazione
- Rodeny Jerkins – registrazione
- Jean-Marie Horvat – registrazione
- Dexter Simmons – registrazione
- Stuart Brawley – registrazione
- Rodney Jerkins – missaggio
- Bruce Swedien – missaggio

## Successo commerciale
You Rock My World fu un successo mondiale e raggiunse la decima posizione nella classifica statunitense Billboard Hot 100, diventando il primo singolo da top ten di Jackson negli Stati Uniti in oltre 6 anni. Più sorprendentemente, questo successo commerciale si basò solo sui passaggi radiofonici, in quanto la canzone non venne pubblicata come singolo fisico negli Stati Uniti. Fred Bronson, esperto di classifiche di Billboard osservò all'epoca:
La canzone andò molto bene anche in Europa, piazzandosi in vetta alla classifica in Francia per tre settimane consecutive. Il singolo raggiunse la top ten anche in Australia, Austria, Canada, Danimarca, Finlandia, Germania, Italia, Svezia, Svizzera e Gran Bretagna. You Rock My World ha venduto più di 6 milioni di copie nel mondo.

## Classifiche

### Classifiche settimanali
| Classifica (2001)      | Posizione massima |
| ---------------------- | ----------------- |
| Australia              | 4                 |
| Austria                | 9                 |
| Belgio (Fiandre)       | 4                 |
| Belgio (Vallonia)      | 2                 |
| Canada                 | 2                 |
| Danimarca              | 2                 |
| Europa                 | 2                 |
| Finlandia              | 2                 |
| Francia                | 1                 |
| Germania               | 6                 |
| Irlanda                | 4                 |
| Italia                 | 3                 |
| Norvegia               | 2                 |
| Nuova Zelanda          | 13                |
| Paesi Bassi            | 2                 |
| Portogallo             | 1                 |
| Regno Unito            | 2                 |
| Regno Unito (R&B)      | 1                 |
| Spagna                 | 1                 |
| Stati Uniti            | 10                |
| Stati Uniti (pop)      | 16                |
| Stati Uniti (R&B)      | 13                |
| Stati Uniti (rhythmic) | 17                |
| Svezia                 | 5                 |
| Svizzera               | 5                 |
| Classifica (2009)      | Posizione massima |
| Australia              | 50                |
| Germania               | 94                |
| Paesi Bassi            | 72                |
| Regno Unito            | 60                |
| Stati Uniti (digital)  | 62                |
| Svizzera               | 46                |

### Classifiche di fine anno
| Classifica (2001) | Posizione |
| ----------------- | --------- |
| Belgio (Fiandre)  | 84        |
| Belgio (Vallonia) | 29        |
| Francia           | 18        |
| Italia            | 42        |
| Paesi Bassi       | 64        |
| Svezia            | 77        |
| Svizzera          | 49        |